# Thaumaleus pallidus
Thaumaleus pallidus är en kräftdjursart som beskrevs av Isaac 1974. Thaumaleus pallidus ingår i släktet Thaumaleus och familjen Monstrillidae. Inga underarter finns listade i Catalogue of Life.